# Wright megye (Minnesota)
Wright megye az Amerikai Egyesült Államokban, azon belül Minnesota államban található. Megyeszékhelye Buffalo, legnagyobb városa St. Michael. Lakosainak száma 141 337 fő (2020. április 1.). Wright megye Sherburne, Carver, McLeod, Hennepin, Meeker és Stearns megyékkel határos.

## Népesség
A megye népességének változása:
| Lakosok száma | 125 122 | 126 355 | 127 441 | 128 470 | 131 311 | 141 337 |
|               | 2010    | 2011    | 2012    | 2013    | 2015    | 2020    |